# بيبياوصور
بيبياوصور هو جنس ديناصور من رتبة وحشيات الأرجل عاش في آسيا خلال العصر الطباشيري المبكر.